# Малахит (динамическая защита)

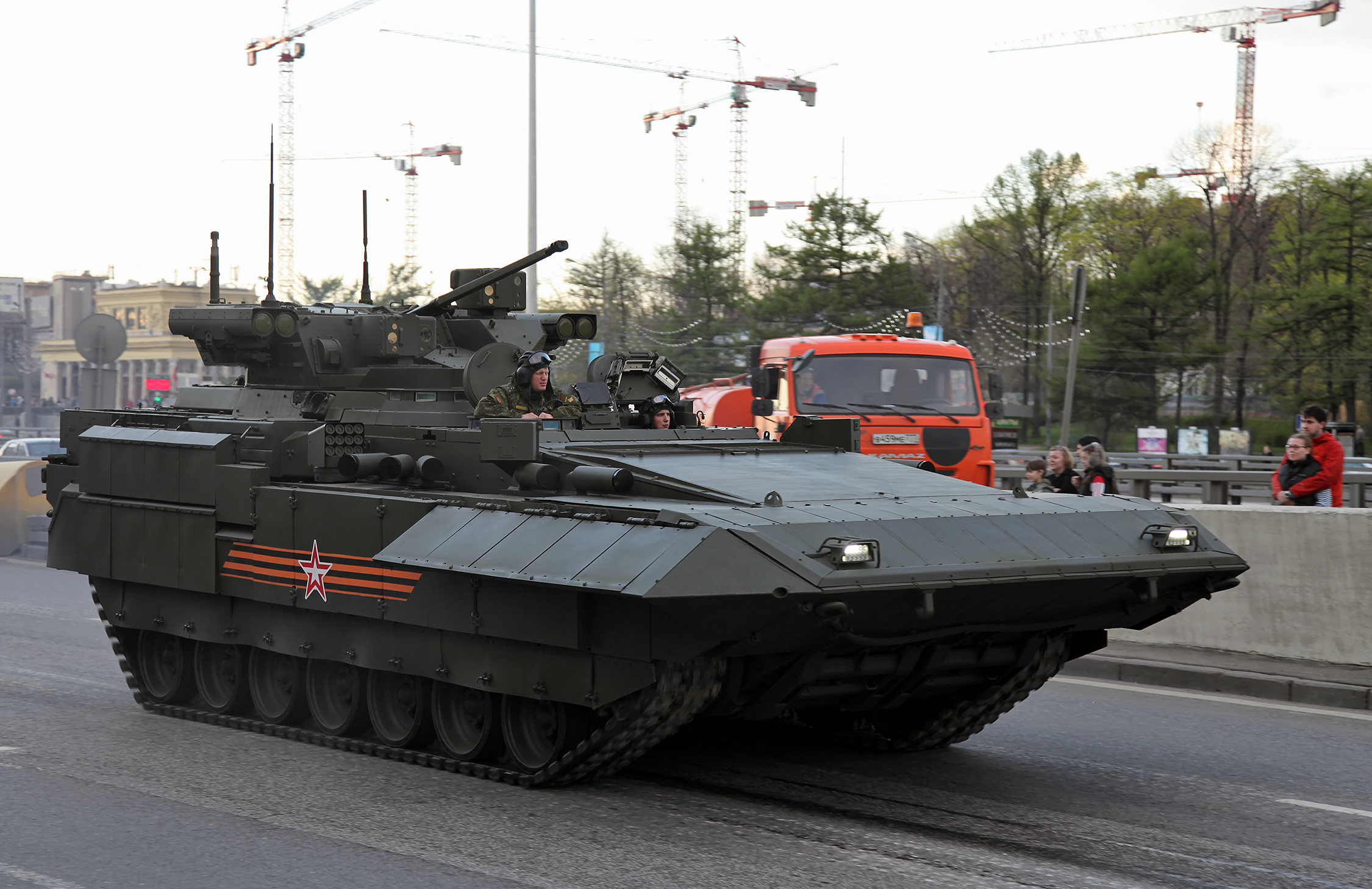
Блоки ДЗ в передней части корпуса тяжёлой БМП Т-15.

«Малахит» — российский модульный комплекс встроенной динамической защиты четвёртого поколения разработки НИИ Стали, использующийся в боевых машинах семейства «Армата» (танк Т-14, БМП Т-15 и др.)

## Внутренняя конструкция динамического бронирования
На текущий момент конструкторы раскрыли часть характеристик динамического бронирования танка Т-14, такие как повышенная устойчивость к бронебойным оперенным подкалиберным снарядам (БОПС), улучшение защиты от тяжёлых ракет (ПТУР), а также повышение КПД динамического бронирования за счёт увеличения разрушения снарядов и ракет меньшим количеством взрывчатого вещества. Однако конструкторами не раскрыта конструкция новой системы динамической защиты. Между тем ряд заявлений конструкторов могут указывать на принципиально новый вариант конструктива модулей: конструкторы заявляют необычное повышение КПД защиты, конструкторы заявляют о способности отражать БОПС без отсылки к основному бронированию, наконец, сами конструкторы заявляют об принципиально новом конструктиве ВДЗ.
16 сентября 2016 года коллектив экспертов National Interest опубликовал заключение, что вполне вероятно Малахит (в статье он называется экспертами как «Реликт для Арматы») имеет действительно электронное управление подрывом модулей ВДЗ, причем в интеграции с комплексом активной защиты Афганит. По мнению экспертов, радар Афганита может отдавать команду модулям ВДЗ на упреждающую детонацию, что резко повышает эффективность против крупных тандемных боеголовок ПТУР, как у TOW: «The Armata’s radar times the detonation of an reactive-armor brick just before the enemy missile or shell hits, supposedly well enough in advance to neutralize tandem charge warheads». Этот сценарий срабатывания ВДЗ эксперты считают особенно важным, так как он может использоваться для разрушения ПТУР, атакующих Армату в верхней полусфере, как TOW-2B.
Отметим, что НИИ Стали запатентовала электродинамическую защиту, обладающую опубликованными для Малахита ТТХ как возможность разрушения перспективных БОПСов НАТО без увеличения количества взрывчатого вещества и принципы работы «не имеющие аналогов», то есть неклассического конструктива ВДЗ. В патенте указано, что определение подлетающего металлического БОПСа или ПТУРа осуществляется встроенными катушками индуктивности по резкому изменению напряженности магнитного поля от приближения металлического снаряда или ракеты. Наведённая ЭДС от полета БОПСа около модуля ВДЗ составляет около 1 вольта для катушки в 600 витков уложенной по периметру модуля ВДЗ. Полученный ток от катушки индуктивности служит командой для упреждающего отстрела поражающих элементов примерно за 40 сантиметров до начала контакта с модулем ВДЗ. При этом происходит разрушение БОПСа ещё на подлёте, а для ПТУРов даже сумевших инициировать кумулятивный снаряд при повреждении от попадания метальной пластины ВДЗ происходит срабатывание на дистанции без оптимальной фокусировки кумулятивной струи.
Эксперты Jane’s 360 более консервативны и считают, что «Малахит» является развитием технологии «двойного подрыва» модуля ВДЗ («dual-reactive armor»), которая уже применяется в «Реликте». Business Insider описывает принцип действия активной брони работающий по такому принципу так: ВДЗ сделана как двухслойная, в сторону боеприпаса отстреливается бронекрышка модуля, а вторая демпферная пластина отстреливается в сторону брони в зазоре. Это сделано для того, чтобы согнуть или разорвать входящий стержень бронебойного подкалиберного снаряда между расходящимися пластинами.

## Динамическая защита от бронебойных оперенных подкалиберных снарядов
Конструкторы Т-14 утверждают, что на танке будет установлено новое поколение динамического бронирования, которое впервые способно не только противодействовать кумулятивным боеприпасам, но и разрушать самые современные подкалиберные снаряды НАТО DM53 и DM63, которые были специально сконструированы для пробивания существующих российских динамических защит «Контакт-5» и «Реликт» путём использования сегментированной конструкции сердечника.
НИИ Стали оценивает свои ВДЗ третьего поколения как защиту от американских БОПС класса М829А2 и M829A3 с бронепробиваемостью до 800мм Часть экспертов поддерживают такие оценки, принимая защиту бортов Т-14 прикрытым «Малахитом» как эквивалент брони не меньше 700—750 мм. Другие эксперты считают такие оценки завышенными.

## Защита от тяжелых ракет ПТРК
В интервью ТАСС разработчики Т-14 сообщили о возможности новой динамической защиты противостоять «перспективным противотанковым ракетным комплексам». Эксперты отмечают, что, вероятно, имеется в виду способность динамической защиты Т-14 противостоять ПТРК с особо мощными боевыми частями, как у Javelin при угле подлёта до 60 градусов и, в том числе, при атаке в крышу танка.

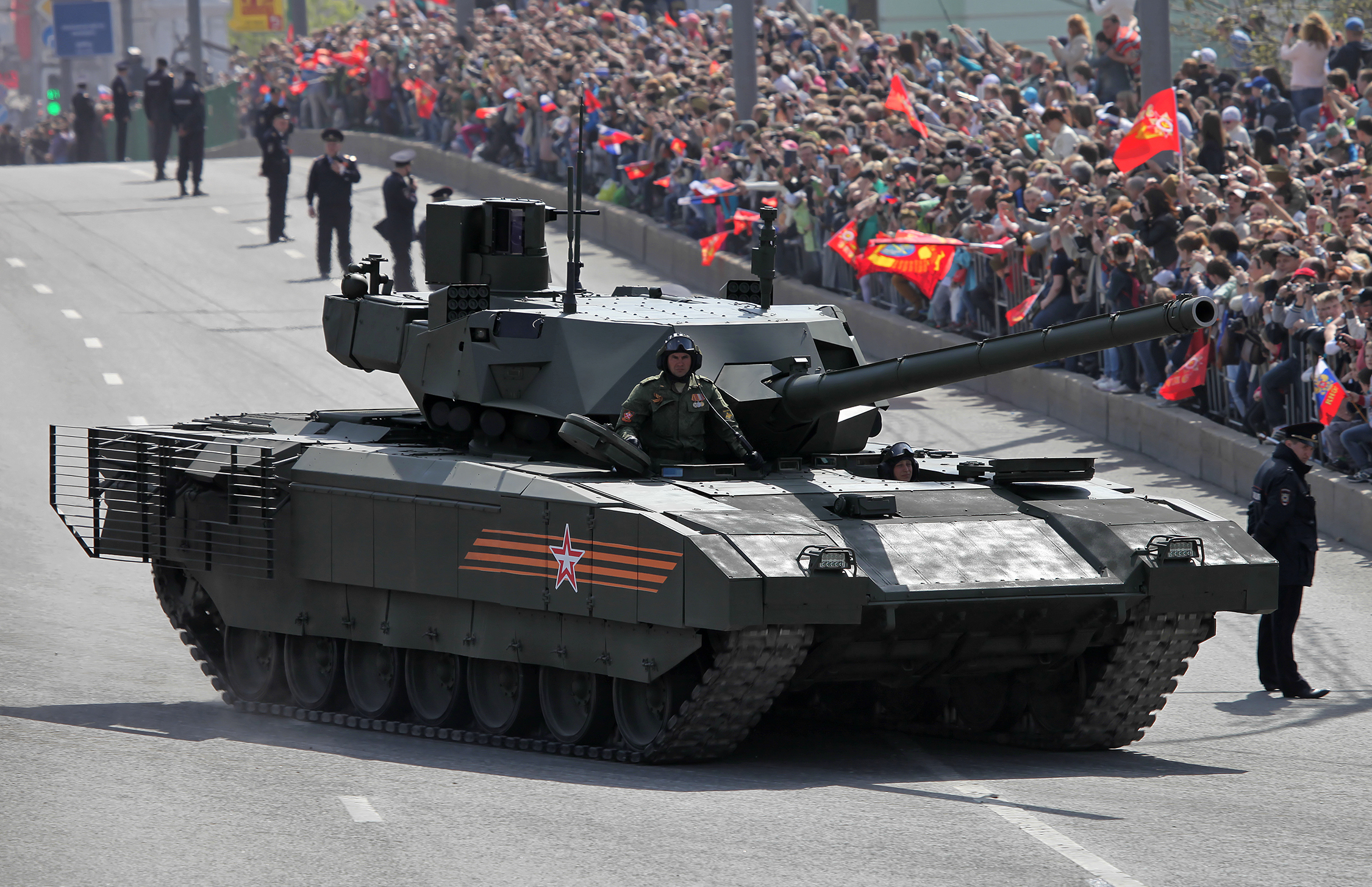
Т-14 «Армата» — основной боевой танк с необитаемой башней.

Разработчики Т-14 отказываются сообщить детальные ТТХ новой динамической защиты, указывая только, что она превосходит «Контакт-5» и «Реликт». ВДЗ «Реликт» способна противостоять даже тандемным боеприпасам и боеприпасам типа «ударное ядро» за счёт метания в их сторону массивной бронекрышки.